# Pyrenejský mastin
Pyrenejský mastin (anglicky: Pyrenean Mastiff, španělsky: Mastin de los Pirineos) je starobylé španělské psí plemeno.

## Historie

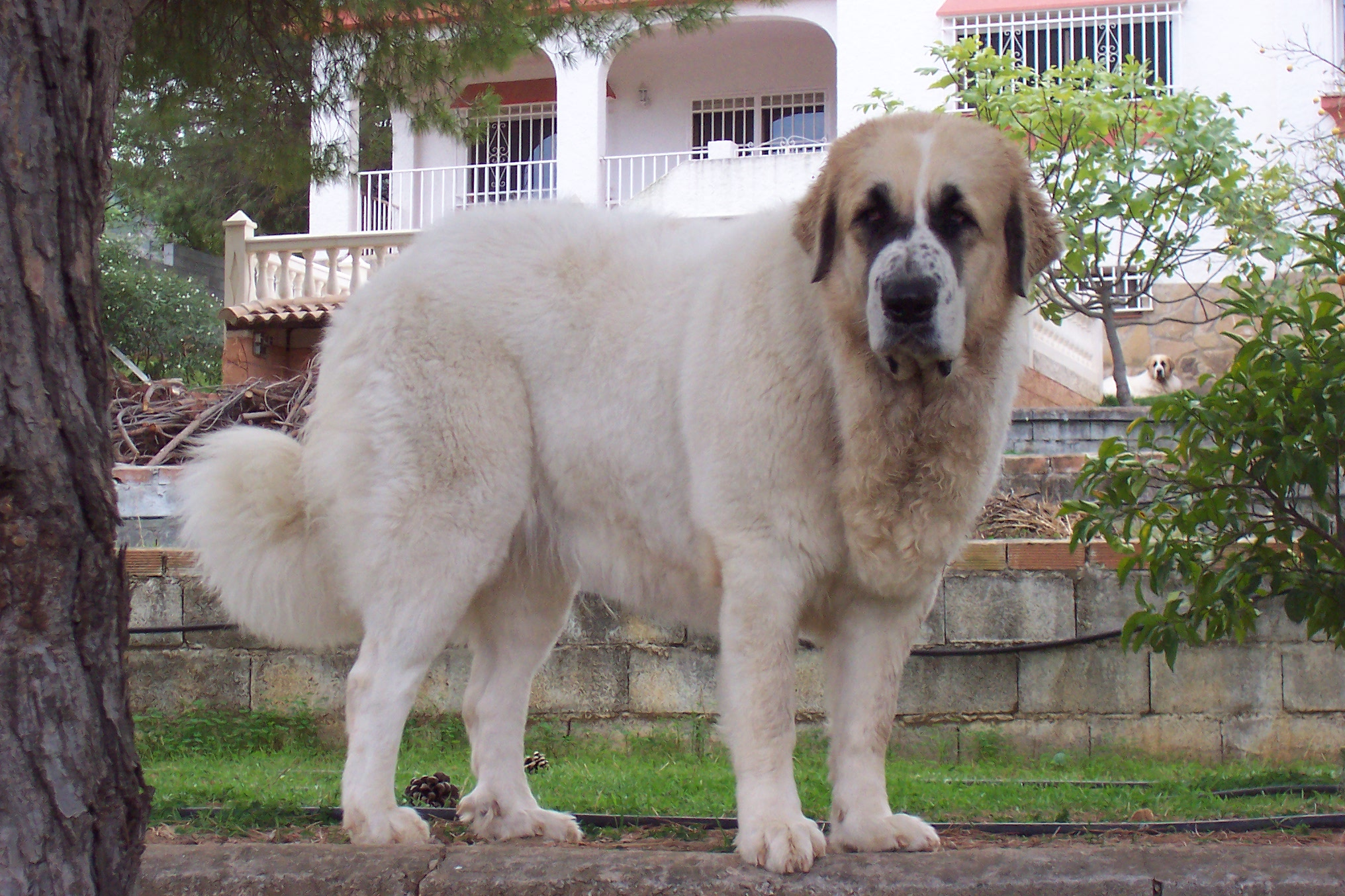

Pyrenejský mastin vznikal jako pastevecký pes na území Iberského poloostrova, v místech, kde bychom dnes našli Španělsko. Jeho hlavním úkolem bylo chránit stádo před vlky a jinými šelmami. V době války na severu a jihu Iberského poloostrova se začali v království Aragon vyvíjet předci dnešních španělských mastinů . Aby majitelé chránili hlídajícího mastina před vlky, nasazovali mu na krk speciální límec zvaný "carlanca", ten byl vyráběn z oceli s ostrými vyčuhujícími bodci . Krom této ochrany to ale byli psi samostatní, kteří si dokázali i sami obstarat potravu. Z těchto molossoidních a bdělých psů, kteří byli ještě kříženi se psy, kteří byli přivezeni Féničany , pak vznikl dnešní pyrenejský mastin, který si stále nese prvky z jeho předků, jako jsou ochranářské a hlídací pudy a samostatnost.

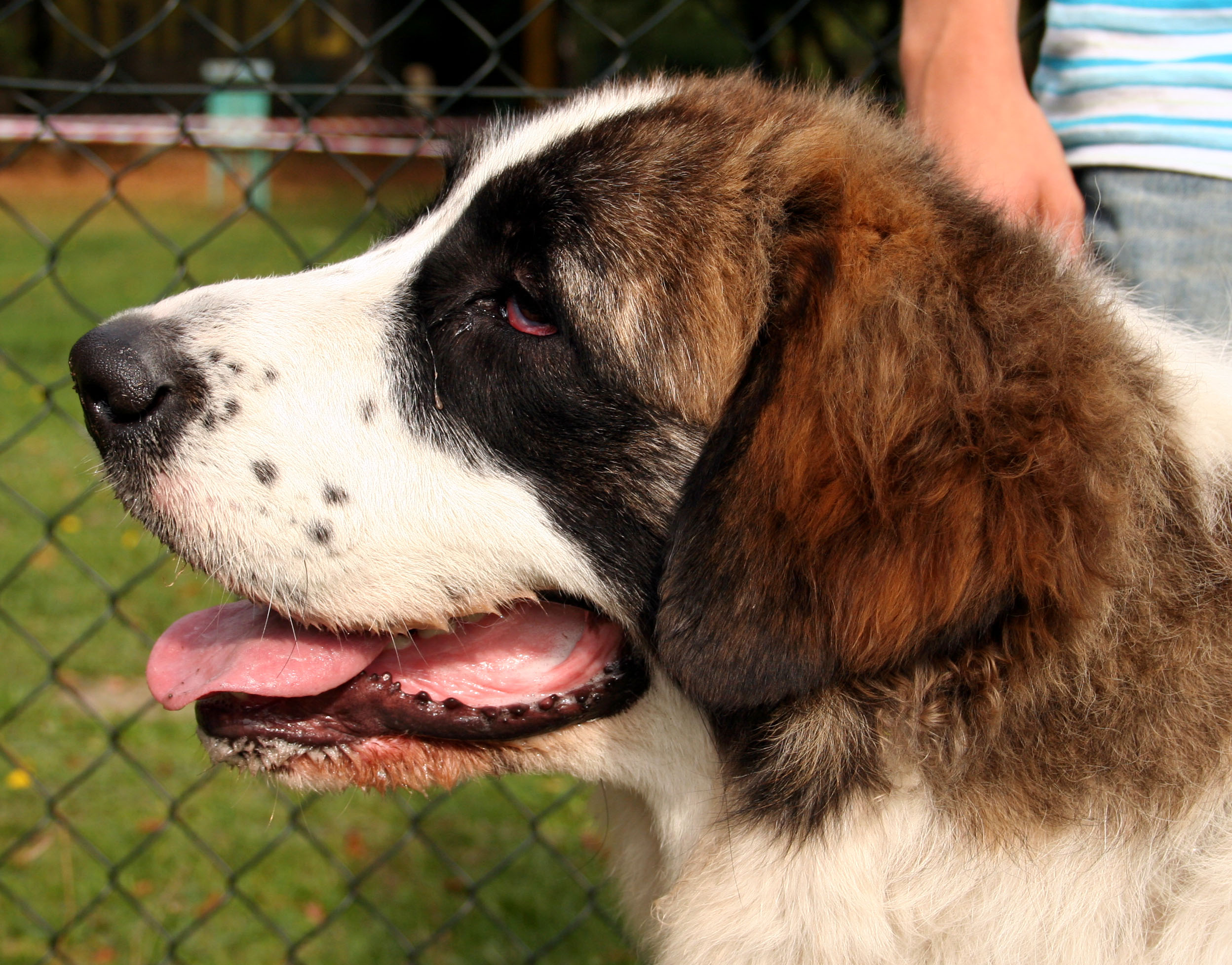
Hlava dospělého jedince z profilu

Plemeno málem vymřelo ve 40. letech 20. století, kdy z Iberského poloostrova zmizeli všichni vlci i medvědi . V této době již postupně pyrenejských mastinů ubývalo a k jejich původnímu využití se již nepoužívali. Několik chovatelů nadšených do tohoto plemene se jej rozhodlo oživit a to úspěšně. V roce 1977 byl ve Španělsku založen klub Spanish Pyrenean Mastiff klub.
V Česku toto plemeno zastřešuje Klub pyrenejských plemen a vyskytuje se zde běžně jako společenský a zároveň hlídací pes.
Zatímco pyrenejský mastin (resp. jeho předci) se vyvíjeli v království Aragon, pyrenejský horský pes se vyvíjel v konkurenčním Kastilském království, není tedy pravděpodobné, že by se někdy cesty těchto plemen zkřížily.

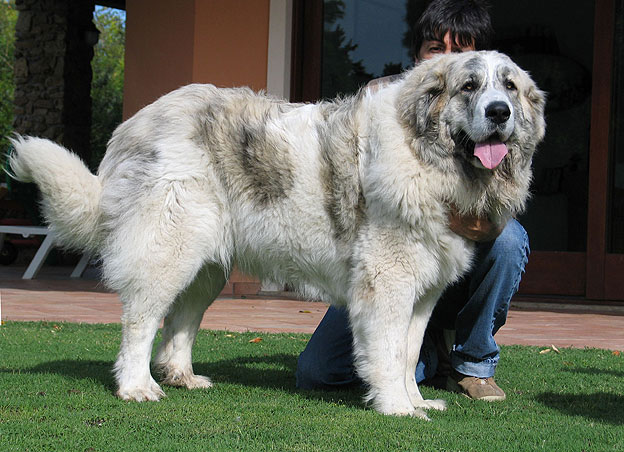
Dospělá fena bílá s šedými znaky

## Vzhled
Pyrenejský mastin je molossoidní pes nadprůměrného formátu a středních proporcí, s harmonickými liniemi a těžkou stavbou těla. Přes svoji mohutnost nesmí budit dojem těžkopádnosti ani lenivosti. Délka trupu by měla měřit jen o něco více než kohoutková výška. Délka mozkovny je v poměru s délkou hřbetu nosu 5:4. Šířka mozkovny odpovídá její délce nebo ji poněkud přesahuje. Poměr kohoutkové výšky k obvodu hrudníku činí přibližně 7:10. Srst, která pokrývá celé tělo, je přiměřeně dlouhá. Ideální je polodlouhá, jejíž délka je uprostřed horní linie těla zhruba 6 až 9 cm, srst je delší na plecích, na krku a pod břichem na zadní straně končetin a na ocase, kde na vlajce není její struktura tak drsná jako na ostatních částech těla. Srst by měla být drsná, její struktura není vlněná .

## Povaha
Povahově je pyrenejský mastin majestátní, klidný, inteligentní pes lpící na svojí rodině a všech jejích členech. Má hluboký hlas, který často využívá při hlídání objektů. Je paličatý a tvrdohlavý a těžko se smiřuje se změnou bydliště či rodiny . Přesto je hrdý a nezávislý. Imponuje velikostí, takže nemá potřebu prát se s jinými psy. Není dominantní, ale lidově řečeno "chce si svého majitele nechat jen pro sebe". S jinými zvířaty vychází dobře ale je nutná socializace v raném štěněcím věku. Dobře vychází i s dětmi a leckteré jejich hrátky přetrpí, ale v případě, že si "jeho" dítě hraje s jiným, musí se dávat pozor, protože pes může některé dětské hry brát jako útok nebo výzvu. K cizím je většinou rezervovaný, ale ne agresivní. V případě, že by ale cizí člověk přišel na jeho teritorium bez vědění majitele, dokáže velmi rázně zasáhnout.

## Péče, nároky a chov
Nevyžadují mnoho pohybu, přivyknou si na životní styl majitele, ale potřebují dostatečně otevřený prostor, na kterém by se mohli pohybovat. Je pro ně nevhodný běh u kola. Nejméně do 1 roku života se kosti pyrenejského mastina nesmí přetěžovat, aby s nimi v dospělosti nebyly problémy, např. dysplazie kyčelního kloubu, artróza...
Je to pes pro celoroční pobyt venku, kdyby k tomu byl nucen, nepotřebuje ke svému žití ani boudu. Je náročný na finance, vyžaduje kvalitní krmení speciálně pro obří psy, popř. i vitamíny pro výživu kostí. Je vhodné i dokrmování syrovou stravou nebo vařeným masem.
Nehodí se pro začínající chovatele, vyžaduje zkušeného psovoda, který jej řádně socializuje, vycvičí a vychová. Samotný výcvik je těžký v tom, že toto plemeno je paličaté a tvrdohlavé a v případě, že se mu něco dělat nechce, prostě to neudělá.

## Zdraví
U pyrenejských mastinů se vyskytuje několik častých chorob a nemocí:
- Torze žaludku
- Sarkom kostí
- Dysplazie kyčelního kloubu
- Selhání ledvin
- Polyneuropatie